# Llombard oriental
El llombard oriental o oròbic (en llombard: lombard oriental o oròbic, pronunciat en brescià com [lom'baɾt oɾjen'tal] i [y'ɾobɛk], en bergamasc com [lum'baɾt uɾjen'tal] i [o'ɾɔbɛk]) és un grup de dialectes de la llengua lombarda parlats a la part est de Llombardia, principalment a les províncies de Bèrgam (en llombard Bèrghem), Brescia (Bressa) i Màntua (Màntoa), a l'àrea de Crema (nord de la província de Cremona) i a la part occidental de la regió Trentino - Alto Adige.
És també anomenat oròbic des del nom de l'antiga regió situada a la part oriental de la Llombardia, l'Oròbia.
Les seues variants principals són el bergamasc i el brescià. El llombard oriental no té estatus oficial a cap lloc de Llombardia.

## Característiques principals
El llombard oriental té algunes característiques típiques que lo diferencien del llombard occidental.
- la caiguda de la n final en posició postònica. Exemples:
  - Milan (Milà), occ. Milan ([miˈlan], [miˈlã]), ori. Milà ([miˈla]);
  - pan (pa), occ. pan ([pan], [pã]), ori. pa ([pa]);
  - destin (destí), occ. destin ([desˈtin], [desˈtĩ], [dasˈtin], [dasˈtĩ]), ori. destí ([desˈti], [dasˈti]);
  - acion (acció), occ. azion ([aˈtsjun], [aˈtsjũ], [aˈtsjon], [aˈtsjõ], [aˈsjun], [aˈsjũ], [aˈsjon], [aˈsjõ]), ori. assió ([aˈsju], [aˈsjo]);
- l'ús molt més fort d'harmonia vocàlica i metafonia, sobretot en posició pre i postònica. Exemples:
  - idea, occ. idea ([iˈde(j)ɑ], [iˈdɛ(j)ɑ]), ori. idea o edea ([iˈdeɑ], [iˈdɛɑ] i [eˈdɛɑ]);
  - Bèrguem (Bèrgam), occ. Bèrgom ([ˈbɛrɡom], [ˈbɛrɡum]), ori. Bèrguem ([ˈbɛrɡɛm]);
  - endré (enrere), occ. indré ([inˈdre]), ori. endré ([enˈdre], [anˈdre]).
  - i doncs la transformació de les i finals en e. Exemples:
    - calendari, occ. calendari ([kalenˈdari], [kalanˈdari]), ori. calendare ([kalenˈdare]);
    - spaci (espai), occ. spazi ([ˈspatsi], [ˈspasi]), ori. spasse o spàssio[3] ([ˈspase] i [ˈspasjo]);
- pronunciació de "c dolça" i "ç" sempre com /s/, en compte de l'occidental /ʃ/ (o, a vegades, /ts/). Exemples:
  - cena, occ. scena ([ˈʃenɑ], [ˈʃɛnɑ], [ˈtsenɑ]), ori. sena ([ˈsenɑ], [ˈsɛnɑ]);
  - dolç, occ. dolsc o dolz ([dolʃ], [dolts]), ori. dols ([dols]);
  - çòc, sinònim de çoca (soca), occ. sciòc o zòc ([ʃɔk], [ʃok], [tsɔk]), ori. sòc ([sɔk]);
- els participis dels verbs més o menys com en català. Exemple del verb portar:
  - portad (portat), occ. portaa ([purˈtaː]), ori. portad ([purˈtat], [porˈtat]);
  - portada (portada), occ. portada o portaa ([purˈta(da)]), ori. portada ([purˈtada], [porˈtada]);
  - portads (portats), occ. portaa ([purˈtaː]), ori. portads ([purˈtatʃ], [porˈtatʃ]);
  - portade (portades), occ. portaa ([purˈtaː]), ori. portade ([purˈtade], [porˈtade], [purˈtadi])
- el canvi del final llatí -us en -o, sempre. Exemples:
  - cas (cas), occ. cas o caso ([kas] i [ˈkazu]), ori. caso ([ˈkazo], [ˈkazu])

El dialecte alt mantuà:
- pronuncia totes les e finals del plural femení com i (li rœse [li ˈrɔzi] o [i ˈrɔzi] — en brescià [le ˈrøze] —, les roses; li stelle [li ˈstɛli] — en brescià [le ˈstɛle] —, les estrelles);
- pronuncia totes les e àtones postòniques i les dels monosíl·labs, com a (sempre [ˈsɛmpar]; entorn [inˈturan]);
- inverteix les lletres dels pronoms i de les preposicions (de -> ed, te -> et, se -> es, me -> em).

El dialecte brescià:
- té l'article femení plural "li" pronunciat [le]. Totes les altres províncies redueixen tot a [i] (fora que algunes on és [li]).
- no neutralitza la o àtona. Exemple: lombard [lomˈbart] en compte de [lumˈbart].
- té les ò derivades d'una o breu com /o/ en compte de /ɔ/. Exemples: pòrta [ˈportɑ] i no [ˈpɔrtɑ], stòria [ˈstorjɑ] i no [ˈstɔrjɑ].
- té paraules i algunes pronunciacions d'origen vèneta. Exemples: gnaro [ˈɲaro] ('noi' o 'nen') juntament a schet [stʃɛt]; colhon pronunciat colhoni [koˈjoni] en compte del més llombard [kuˈju], com en bergamasc.
- llombarditza moltíssims mots italians. Exemples: dessedar [deseˈda] (despertar) es converteix en svelhar [zveˈʎa] (des svegliare), sortida [surˈtidɑ] es converteix en uscita [yˈʃitɑ];
- utilitza moltíssimes paraules italianes en compte de les llombardes. Exemples: lux [lys] o lum [lym] (llum) es converteixen en loce [ˈlutʃe] (de luce), naranç [naˈrans] o [naˈrants] (taronja) es converteix en aràncio [aˈrantʃo].
- en les valls té, amb al bergamasc, la particularitat de transformar /s/ en /h/. En alguns pobles del brescià, però, també es canvia /z/ amb /ð/. Exemples: scusa (excusa) es pronuncia [ˈskyza] a Milà i [ˈhkyzɑ] o [ˈhkyðɑ] en les valls; cassa (caixa) és [ˈkasa] a Milà, però [ˈkahɑ] en les valls.
- canvi de /y/ en /ø/ en monosíl·labs i derivats. Exemple: cunt (pronúncia milanesa [kynt], compte) [kønt], cuntar [kønˈta] (milanès [kynˈta]).